# Kanshiwa
Kanshiwa (完子和) é um kata do caratê, o que corresponde a uma combinação sequencial de movimentos cujo escopo é promover o desenvolvimento da arte marcial e, de modo simultâneo, certas noções de luta real. Sua criação é atribuída aos mestres Kanei Uechi e Saburo Uehara. O nome da forma é obtido com o primeiro kanji do nome do criador do estilo Uechi-ryu, kan, de Kanbun Uechi e os dosis últimos de Shu Shiwa, e representa o tigre, um dos animais que seriam inspiradores das técnicas do estilo.